# ゴールウェイ統監
ゴールウェイ統監（ゴールウェイとうかん、英語: Lord Lieutenant of Galway）は、イギリスの官職。統監の1つで、ゴールウェイ県を担当する。1831年首席治安判事（アイルランド）法（Custos Rotulorum (Ireland) Act 1831）により、Governor職を置き換える形で設立され、ゴールウェイ首席治安判事も兼任する。1922年に建国したアイルランド自由国では統監が任命されなくなったが、法律自体は残り、1983年制定法整理法で正式に廃止された。

## 一覧
- 1831年10月7日 – 1874年4月10日：初代クランリカード侯爵ユリック・ド・バーグ[3]
- 1874年5月28日 – 1892年6月13日：第3代クロンブロック男爵ロバート・ディロン[3]
- 1892年6月13日 – 1917年5月12日：第4代クロンブロック男爵ルーク・ディロン[3]
- 1918年4月17日 – 1922年：第2代キラニン男爵マーティン・モリス（英語版）[3]